# Oratorio di San Giovanni Battista (Cogorno)
L'oratorio di San Giovanni Battista è un luogo di culto cattolico situato nel comune di Cogorno, in piazza dei Caduti per la Libertà, nella città metropolitana di Genova.

## Storia e descrizione

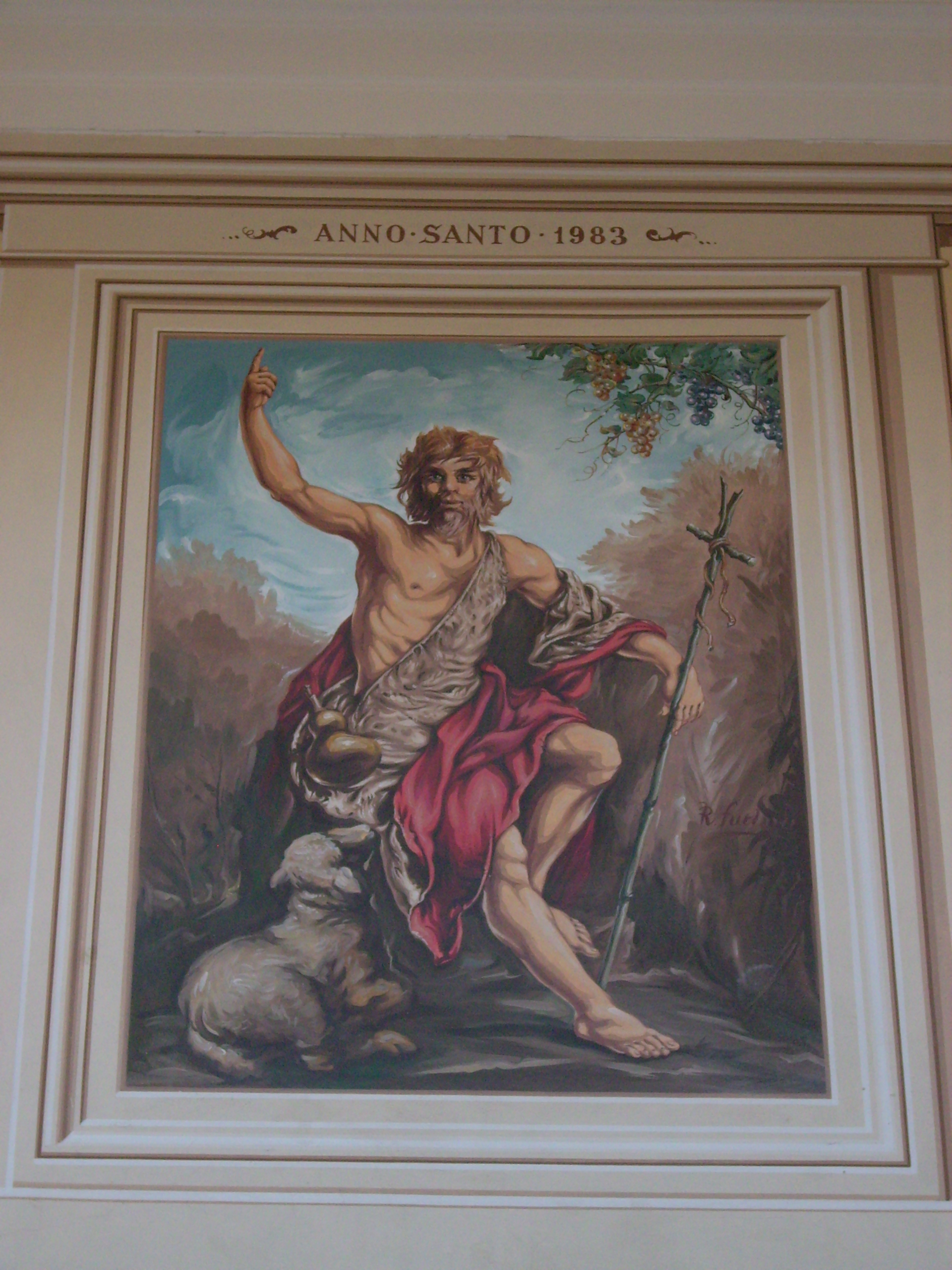
Affresco della facciata

La struttura fu fondata, così come la locale confraternita dei Disciplinanti, intorno alla seconda metà del XV secolo. Gli esterni dell'edificio presentano una facciata con pronao, di stile classico, con quattro colonne in granito. Ai lati della chiesa sono presenti i due campanili, a base quadrata, inseriti nella facciata.
Internamente l'altare, l'unico presente e realizzato in marmo policromo nel XVIII secolo, conserva una statua ritraente il santo titolare dell'oratorio e, dietro di esso, una tela raffigurante Dio Padre.
Oltre ad un ligneo crocifisso d'altare, forse risalente al XVII secolo, l'interno dell'edificio conserva alcuni crocifissi processionali.